# 2channel

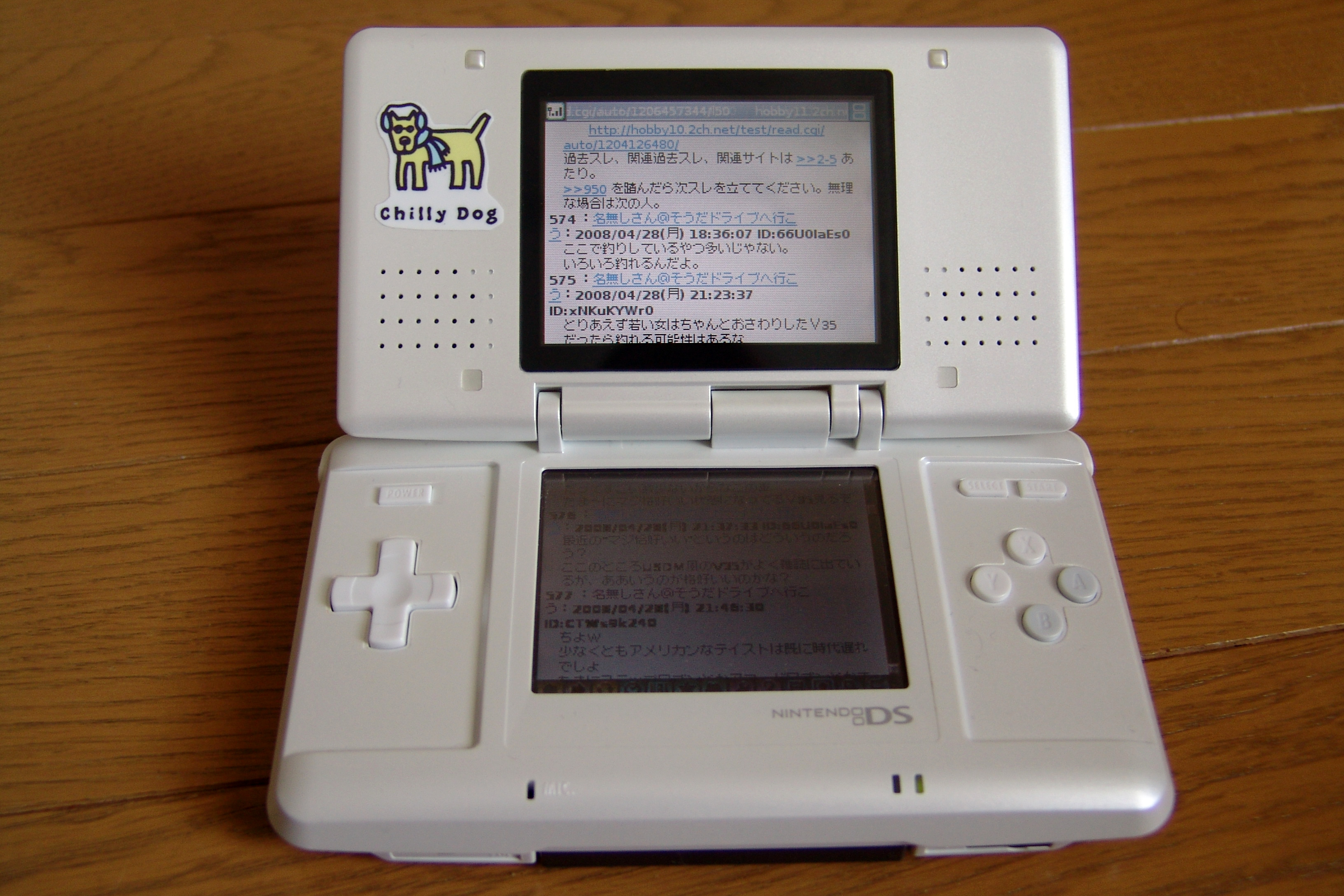
Skärmdump (Nintendo DS Browser)

2channel (2ちゃんねる, ni channeru), eller förkortat till bara 2ch, är ett japanskt internetforum. 2channel grundades 30 maj 1999 i Conway, Arkansas, av Hiroyuki Nishimura och anses idag[när?] vara världens största forum, med mer än 600 underforum. År 2008 hade 2channel en omsättning på 100 miljoner japanska yen. Den 2 januari 2009 meddelade Hiroyuki Nishimura att han sålt 2channel, ny ägare är PACKET MONSTER INC, baserat i Telok Ayer, Singapore.